# Флаг Шахтёрска (Россия)
Флаг муниципального образования «Шахтёрское городское поселение» Углегорского муниципального района Сахалинской области Российской Федерации.

## Описание флага
Флаг представляет собой прямоугольное полотнище лазоревого цвета символизирующего честность, великодушие и безупречность.
В нижней части семь белых волн. Выше волн силуэт горы Сергиевской, как символ стремления к доминированию духовных ценностей над материальными.
В центральной части полотнища расположена замкнутая в кольцо вязь, которая передаёт идею неразрывности истории народа, соборности, общности будущего и единства, проживающих здесь народов.
Восточная часть кольца голубого цвета символизирует небеса, надежду, восход солнца, начало России у берегов Тихого океана.
Верхняя часть вязи жёлтого цвета означает веру, справедливость, полдень, милосердие, славу, благополучие.
Западная часть кольца красного цвета олицетворяет закат солнца, любовь, храбрость, мужество и силу.
Нижняя часть вязи обозначает мудрость, осторожность, богатство недр углём.
Соотношение ширины полотнища к длине равно 1:1,618 (золотое сечение).